# Sakura Sakurada
Pour les articles homonymes, voir Sakurada.
Sakura Sakurada (桜田 さくら, Sakurada Sakura), également connue sous le nom de Sakura Matsui (松井 さくら, Matsui Sakura) lorsqu’elle pose pour des photographies de charme, est une actrice japonaise de film pornographique et un mannequin de charme. Ces actrices sont appelées Idoles de la vidéo réservée aux adultes par les Japonais. Avec 250 films à son actif sur une période de cinq ans, Sakurada est aussi une des comédiennes les plus prolifiques.

## Biographie et carrière

### Débuts, "les films non censurés"
Le magazine Adult Video News décrit Sakura Sakurada comme ayant « un corps fantastique, souple et bien en chair ».
Elle débute dans le film pornographique en 2003 et devient réputée pour ses vidéos non censurées dans lesquelles ses parties génitales ne sont pas pixelisées,.
Outre le fait de jouer dans nombre de films à contenu banal (bukkakes, gokkuns, crampies (acte sexuel), nakadashis, acte sexuel en public et autres cosplays érotiques, Sakurada tourne dans plusieurs films fétichistes (tout d'abord pour la firme Giga en 2003 et 2004): inceste, scatologie, urophilie, oromashi (sports d'eau). Dans une vidéo tournée pour le producteur Natural High(Hot Horny Shemales Fucking Crazy), ses partenaires sont deux actrices trans.
Sa mère, Satsuki Sakurada, est sa partenaire dans la vidéo, Mother-Daughter Rice Bowl. Lors d’une vidéo ultérieure, elles interprètent chacune des scènes séparément dans la vidéo intitulée Incest Chapter parue le 1er novembre 2004 (Cf. Filmographie).
Enfin, le film The dog Game renferme plusieurs scènes de viol ainsi qu'une scène de zoophilie.
Après avoir marqué une brève pause au milieu de l'année 2005, Sakurada revient à la vidéo pour adultes mais, à partir de ce moment, les films dans lesquels elle joue sont tous censurés (elle ne tournera pas de films non censurés à partir de la fin de l'année 2005. Depuis lors, nombre de productions dont elle est l’interprète sont à caractère saphique, sadomasochiste ou orientées vers des thèmes de bondage sadomasochiste dont font partie la série ‘’Noir’’ et autres productions d’Attackers’’. Au cours de ces vidéos, Sakurada tient le rôle d’une femme dominatrice d’un certain âge exerçant son pouvoir sur des hommes et des femmes plus jeunes qu’elle.
Tout au long de sa carrière, Sakurada est une actrice indépendante qui n'est affiliée à aucun studio en particulier mais, à partir du début de l’année 2006 elle se lie étroitement au producteur Cross. Au mois de mars 2008 elle fait ses débuts en tant que réalisatrice avec la firme dans une de leurs productions : The Maniac Lesbians' Filming Party. Ses tournages sont très limités au cours de 2008 et elle interprète presque toujours des rôles de saphisme.

### Autres activités
À côté de sa carrière dans la pornographie, Sakurada a tourné quelques films érotiques dont deux sous la direction de Naoyuki Tomomatsu (友松直之), réalisateur spécialisé dans les films « roses» et les films d’horreur. Elle a également interprété des rôles dans le V-cinema.
Sakurada a également montré ses capacités en tant que chanteuse dans le DVD pornographique intitulé 3 Days Recording Training Camp with AV Actress Rock Band (Trois jours d’enregistrement de rockeuses à l’entraînement avec l’actrice de la vidéo pour adultes) publié en 2006. L’action montre l’entraînement d’un groupe de rockeuses, « The Skinless », et se termine avec Sakura Sakurada chantant ‘’Body and Soul’’ en compagnie de quatre des actrices.

### Réputation et récompenses
La réputation des films non censurés de Sakurada déborde les frontières du Japon pour s’étendre à d’autres pays. Stephen Hunter, auteur de célèbres romans d'angoisse, dépeint un personnage imaginaire ressemblant à l’actrice dans son roman ‘’The 47th Samourai’’ (« Le Quarante septième Samourai ») publié en 2007. Le personnage de ‘’Sakura’’ y fait son apparition lorsqu’il la décrit pendant qu’elle filme ’’Woman Teacher in Black Sakura’’, une des vidéos autobiographiques de Sakurada. Hunter connaît suffisamment bien l’œuvre de cette dernière pour faire référence à l’espacement de ses deux incisives centrales visible sur ses premières vidéos et qui a disparu par la suite. Au chapitre des remerciements, il rend grâce à Sakurada en l’appelant Sa Muse.
Elle est très connue aux États-Unis pour sa prestation dans Sakura's Squirt Tunnel Adventures (diffusé dans ce pays par USby Oriental Dream Pictures) et a été nommée dans la catégorie "Best Ethnic-Themed Release, Asian" au AVN Awards Show 2008. Cette remise de prix se tient annuellement à Las Vegas, Nevada.
Prolifique, Sakura Sakurada a tourné 250 vidéos - avec un pic de productions en 2004 de près de 100 films - pendant les 5 ans que dure sa carrière. Pour apprécier la longévité de l’artiste, il faut savoir, qu’en moyenne, une actrice du cinéma pornographique tourne cinq à dix films sur un an et disparaît ensuite de l'affiche. (Cf. liste de ses films dans la filmographie).

## Filmographie
Les vidéos sont regroupées par années et dans l’ordre de leur parution. Les titres sont à la fois en anglais et en japonais. Les titres japonais, qui apparaissent sur la couverture de la boîte, sont traduits en anglais ou sont ceux utilisés lors de leur parution en langue anglaise. Ils ne sont pas toujours en rapport.
La durée du film est indiquée en minutes. Le « label » inclut le nom du fabricant, le nom du producteur ainsi que le numéro d’identification suivi du nom du réalisateur lorsqu’il est connu.
La colonne « Notes » inclut une courte description lorsqu’il s’agit de films spécialisés, une liste des autres acteurs et s’il s’agit d’une anthologie (Anth.) ou d’une compilation (Comp.). Anthologie signifie qu’il s’agit d’une vidéo regroupant des scènes interprétées en solo par des actrices différentes. Le terme de Compilation doit être interprété comme une vidéo regroupant des scènes tirées de vidéos déjà publiée auparavant. Seules un certain nombre de compilations sont listées. Il en existe beaucoup d’autres. Enfin, la lettre ‘’C’’ est apposée pour les films censurés. La lettre ‘’U’’ concerne les films non censurés
Cette filmographie est un travail compilatoire à partir de plusieurs catalogues publiés sur Internet par différents distributeurs:

### 2004
| Madam Report 6 マダムレポート6                                                                            | 90 min                      | Marx, CCX-006                                 |                          | 1er janvier 2004                          | C (Anth.) Avec Arisa & Nobuko Fujimori |
| Pheromone Squeezing 発情恥態 フェロモン搾り。/ここみ・桜田さくら                                          | 90 min                      | VMP, DYMO-07                                  |                          | 1er janvier 2004                          | C (Anth.) Avec Kokomi |
| Great Spandexer vs Super Justion スーパージャスティオン・スパンデクサーグレート超銀河大激突               | 80 min                      | Giga Zero, VHS: GVS-02 DVD: TVS-02            | Johnny Kokura            | 9 janvier 2004                            | C – Cosplay Avec mai Tsukisaki |
| Kinbaku 33 (Tight Tying)                                                                                  | 110 min                     | Giga, VHS: GKU-33 DVD: SKU-33                 |                          | 22 janvier 2004                           | C – BDSM |
| The Lesbian Fight 4 ザ レズファイト４                                                                     | 130 min                     | Soft On Demand, SDDM-393                      | Kei Morikawa             | 22 janvier 2004                           | C – Saphisme Avec Kazeo Sugimori, Ryi Kato & Haruna Harada |
| Sacrifice (Ikenie) 生産終了                                                                               | 70 min                      | Big Morkal Emperor, EMP-01 (VHS)              | Kihiro Kitano            | VHS: 25 janvier 2004 DVD: 23 avril 2004   | C Avec Hinano Mizuki DVD EMPD-01 contient Sacrifice & Sacrifice 2 |
| The Woman Raped by a Lady's Molester - With Lesbian Play 痴女ラレル女。                                   | 100 min                     | Waap Cobra, VHS : CB-003 DVD: CBD-003         | K*West                   | 6 février 2004                            | C – Saphisme Avec Yoshimi Akinaga |
| Erorist No. 3 エロリスト                                                                                  | 100 min                     | Excite, ERD-003 (Taïwan)                      |                          | 10 février 2004                           | U |
| Next Enema 12 続 浣腸 12                                                                                  | 70 min                      | Giga, VHS: GEK-12 DVD: SEK-12                 | Tomoaki Sato             | 13 février 2004                           | C – Scatologie Avec Makoto Yonekura |
| Sexual Emergency Room Individual 緊急救命痴女病棟～個人診察編                                             | 120 min                     | Moodyz Value, VHS: MDV-008 DVD: MDVD-008      | Kingdom                  | 1er mars 2004                             | C – Cosplay (Anth.) Avec Ria Nanami, Syouko Mikami, Kao Sugimori, Erika Kamijyo, Syouko Natsukawa, Hitomi Sawada & Rui Mizutani                                                               |
| Sexual Emergency Room Collective 緊急救命痴女病棟～集団診察編                                             | 240 min                     | Moodyz Joker, VHS: MDJ-075 DVD:MDJD-075       | Kingdom                  | 1er mars 2004                             | C – Cosplay Avec Ria Nanami, Syouko Mikami, Kao Sugimori, Erika Kamijyo, Syouko Natsukawa, Hitomi Sawada & Rui Mizutani                                                                       |
| The Boin Lady in Tokyo Toilet 公衆便所[突発性★性欲処理所                                                  | 90 min                      | Dream Ticket Switch, VHS: SW-108 DVD: SWD-108 | Kikurin                  | 4 mars 2004                               | C (Anth.) Avec Yuuko Asama & Mari Aikawa |
| R*Queen xThe4 Final Figure & Special Body R*Queen×THE4時間[挑発系の露出狂                                 | 240 min                     | Dream Ticket HFD-002                          |                          | 4 mars 2004                               | C – Cosplay-RQ (Anth.) Avec 9 autres actrices |
| The Condominium of the Big Breast Wife 巨乳マンション ～魔性系マダムのEカップ男殺し                       | 90 min                      | Waap Foxy, VHS: FX-032 DVD: FXD-032           |                          | 5 mars 2004                               | C |
| Try 1 | 120 min                     | Tsubaki House, TTR-01                         |                          | 5 mars 2004                               | U Également paru sous le label Opus 02 |
| Tokyo Love Story Vol. 1 東京ラブストーリー 1                                                              | 110 min                     | JapanX, JPN4801                               |                          | 8 mars 2004                               | U |
| Fetish Vol. 1                                                                                             | 90 min                      | Excite, FTD-001 (Taïwan)                      |                          | 31 mars 2004                              | U – saphisme Avec Kumi Hirose |
| Dosukoi どすこい                                                                                          | 240 min                     | Moodyz Great, VHS: MDG-015 DVD: MDGD-015      | Yakumo Matsubara         | 1er avril 2004                            | C Avec Yuria Yoshinaga, Kirari Koizumi, Mai Haruna, Syouko Mikami, mai Tamura, Naho Asakura & Yuu Kanzaki                                                                                     |
| Japanese Super Idols Vol. 23                                                                              | 110 min                     | JapanX, JPN1823                               |                          | 3 avril 2004                              | U |
| The Cherry Boy Hunting (Virginity Student Hunting) 童貞狩り [教えたがるオンナ]                            | 90 min                      | Dream Ticket Switch, VHS: SW-113 DVD: SWD-113 | Goldman                  | 3 avril 2004                              | C (Anth.) Avec Sayuki Matsuoka & Yuu Ichinose |
| My Sweet Boin Stewardess 2 THE 巨乳スチュワーデス2                                                        | 90 min                      | Dream Ticket Switch, VHS: SW-115 DVD: SWD-115 | Kunio Katayama           | 3 avril 2004                              | C (Anth.) Avec Momoka Natsuki & Saki Ninomiya |
| JapanX Muranishi Vol. 1                                                                                   | 120 min                     | JapanX, JPN4201                               |                          | 6 avril 2004                              | U (Anth.) Avec Mahiro Katase |
| Heroine Cutie Battle Vol. 05 ヒロインキューティーバトル 05                                                | 120 min                     | Giga Zero, VHS: GCB-05 DVD: TCB-05            | Johnny Kokura            | 7 avril 2004                              | Scènes de Combat, lutte – Pas de scène de sexe Avec 1 autre actrice |
| Sacrifice 2 (Ikenie 2) 生産終了 2                                                                         | 70 min                      | Big Morkal Emperor, EMP-02 (VHS)              | Kihiro Kitano            | VHS: 14 avril 2004 DVD: 23 avril 2004     | C DVD EMPD-01 renferme Sacrifice & Sacrifice 2 Avec la vedette : Nana Mizuki |
| Cabaret Club Cinderella (Ms Cabaret) キャバクラシンデレラ 桜田さくら                                      | 120 min                     | Marx MAD-081                                  |                          | 15 avril 2004                             | C (Anth.) Avec Haruka Aoyama, Ria Nanami & Kaho Yada |
| Mark II Vol. 1                                                                                            | 90 min                      | Yebisu MK-01 (Taïwan)                         |                          | 15 avril 2004                             | U (Anth.) Avec Tsukasa Iwai |
| Urination Class 排尿教室                                                                                  | 105 min                     | V&R, VSPDS-001                                | Kaoru Adachi             | 17 avril 2004                             | C – Dominatrice Avec Sana Nakajima Voir Woman Teacher in Black Sakura (\|18 janvier 2005) |
| Beauty Queen Vol. 1                                                                                       | 90 min                      | Yebisu QE-01 (Taïwan)                         |                          | 21 avril 2004                             | U |
| Behind the Scenes Live Video Recording Sakura Sakurada 裏撮り生映像 桜田さくら                            | 90 min                      | DUD-001                                       |                          | 27 avril 2004                             | C Version censurée d’Erotic Venus Vol 9 (20 avril 2005) |
| Longing Flights of Love (The Sex Situation of Longing Stewardess) 憧れのフライトLOVE                      | 120 min                     | Marx, MAD-088                                 |                          | 1er mai 2004                              | C (Anth.) Avec Nayo Akimoto, Miyuki Mochizuki & Mao Shinohara |
| Making of Dosukoi メイキング・オブ どすこい                                                               | 100 min                     | Moodyz Joker, VHS: MDJ-079 DVD: MDJD-079      | Hiroshi Nishikawa        | 1er mai 2004                              | C Avec Yuria Yoshinaga, Kirari Koizumi, Mai Haruna, Syouko Mikami, mai Tamura, Naho Asakura & Yuu Kanzaki                                                                                     |
| Sakura Sakura さくらさくら                                                                                | 105 min                     | Tsubaki House, TSK-01                         |                          | 1er mai 2004                              | U – Cosplay |
| The Bullied Nurse いじめナース                                                                            | 90 min                      | Big Morkal, D-797 (VHS)                       |                          | 4 mai 2004                                | C Avec: mai Tsukisaki, Minami Hoshikawa & Ririko Asahina |
| Woman Execution People - Insult Human-Being Hunting 凌辱仕置人スペシャル 女処刑人 凌辱人間狩り            | 240 min                     | Attackers Shark, VHS: SSP-009 DVD: SSPD-009   | Katsuyuki Hasegawa       | 8 mai 2004                                | C – BDSM Avec Jun Nada, Mio Okazaki, Haruka Serizawa & Miku Hasegawa |
| Contemporary Worn Out Lonely Married Women 平成枯れすすき 淋しい人妻（おんな）たち                        | 90 min                      | Hayabusa Agency HK-007                        |                          | 14 mai 2004                               | C Avec Kao Sugimori |
| Female-Littered Lesbian Neruton 女だらけのレズねるとん                                                    | 120 min                     | Moodyz Joker, VHS: MDJ-083 DVD: MDJD-083      |                          | 15 mai 2004                               | C – Saphisme Avec Kyoko Kazami, Ruru Sakurai, Naoko Imokawa, Risa Miyazaki & Lemon Hanazawa                                                                                                   |
| Lesbian Scat Gang 2 糞いじめ スカトロ強制レズ便器 2                                                       | 130 min                     | Soft On Demand Maniac MASD-003                | Moritaka                 | 20 mai 2004                               | C – Scatologie / saphisme Avec Nana Mizuki & Yuria Ishida |
| Spew Inside! 中にどぴゅっとね！                                                                           | 120 min (VHS) 180 min (DVD) | V&R VHS : VSPR-004 DVD: VSPDS-004             | Temple Suwa              | 20 mai 2004                               | C – Nakadashi Voir Sakura's Squirt Tunnel Adventure! (14 novembre 2006) |
| Lesbian Lovers 女遊戯 獄辱の記憶                                                                          | 90 min                      | Art Models, ATM-070                           |                          | 25 mai 2004                               | C – Saphisme With: Yume Imano |
| The Meanterview File 06 いじめんせつ 06                                                                   | 119 min                     | Big Morkal, D-810 (VHS)                       | Kihiro Kitano            | 26 mai 2004                               | 29 mai 2005) |
| Human Remodeled Vol. 3 改造人間 第３巻                                                                    | 70 min                      | Giga Gallop, PMID 012                         |                          | 28 mai 2004                               | C – Cosplay / BDSM |
| Snake Bondage Punished Female Slaves 2 (Tie Up and Torture Cage 2) 蛇縛の拷問折檻2 静寂の嵐 1             | 70 min                      | Attackers Shark, VHS: SSP-010 DVD: SSPD-010   | Mai Randa                | 8 juin 2004                               | C – BDSM Avec Shinobu Kasagi & Mai Tsukisaki |
| Pristine Girl Vol. 2                                                                                      | 105 min                     | Hot Storm HD002                               |                          | 9 juin 2004                               | U |
| Sakura Sakurada - The Essence 真髄！桜田さくら                                                            | 120 min                     | Idol History, DSZ-18                          |                          | 11 juin 2004                              | C (Comp.) – Versions censurées de scènes extraites de vidéos antérieurement non censurées |
| NAMA Trip Vol. 5 生・トリップ No.5                                                                        | 90 min                      | Excite, NTD-005                               |                          | 15 juin 2004                              | U – Cosplay |
| Semen Club 6 ザーメンクラブ 6                                                                             | 83 min                      | Waap, SCD-010                                 | Masashi Rokutanzon       | 16 juin 2004                              | C – Gokkun |
| See-Through Chakuero Raincoat - Sakura Sakurada 透け透け着エロかっぱ 桜田さくら                           | 120 min                     | Art Models, ATM-075                           |                          | 25 juin 2004                              | C |
| Japanese Kimono Girl Vol. 4                                                                               | 80 min                      | Sky High, EX-04 (Taïwan)                      |                          | 28 juin 2004                              | U |
| Dejavy Vol. 5                                                                                             | 100 min                     | Yebisu DJ-05 (Taïwan)                         |                          | 29 juin 2004                              | U (Anth.) En compagnie de 4 autres actrices |
| Inma Cinemashow 2 (Sexual Chaos in Prison) 淫魔CINEMASHOW2 淫魔収容所                                     | 170 min                     | Attackers VHS: ATI-021 DVD: ATID-021          | Eitaro Haga              | 8 juillet 2004                            | C Avec Ayano Murasaki, Minami Aoyama & Ruri Shiratori |
| Fallen Angel (Youin Datensi) 妖淫堕天使 桜田さくら                                                        | 60 min                      | Rabbit Freeter, YDD-1                         |                          | 9 juillet 2004                            | C |
| Lascivious Ladies 発情ダブルま〇こ 痴女の作り方                                                           | 117 min                     | Dogma, VHS: DNH-024 DVD: DDN-074              | Hitoshi Nimura           | 10 juillet 2004                           | C Avec China Sasaya |
| Failure As a Mother 近親白書 母親失格                                                                     | 120 min                     | Madonna, VHS: JUK-064 DVD: JUKD-064           |                          | 15 juillet 2004                           | C Rôle principal: Runa Akasaka |
| Mesu Anthology 8 - The Woman Who Tells a Lie 雌女 anthology#008 桜田さくら                                | 100 min                     | Audaz, VHS: PS-121 DVD: PSD-121               |                          | 21 juillet 2004                           | C |
| Heroine Tobatsu Vol. 12 (Heroine Punitive Vol. 12) HEROINE討伐 12                                         | 90 min                      | Giga, VHS: GBB-12 DVD: BB-12                  |                          | 23 juillet 2004                           | C |
| New Omorashi Patience Championship - The First Story 新おもらし我慢大会 前編                              | 100 min                     | Giga, VHS: GRA-01 DVD: SRA-01                 | Schwalzhenn              | 23 juillet 2004                           | C – Sports d’eau (Anth.) Avec 4 autres actrices |
| Famous AV Actress Sex Shoot 有名AV女優の乱交ハメ撮り                                                      | 120 min                     | H. S. VHS: RH-01 DVD: RHD-001                 |                          | VHS: 27 juillet 2004 DVD: 29 juillet 2004 | C (Anth.) Avec Haruka Aoyama & 4 autres artistes (3 paires) |
| Story of Incest 23rd Chapter (Kinshinsoukan Monogatari) 近親相姦物語 23 地獄の業火に灼かれた血族          | 90 min                      | Kirindou, KNS-023 (VHS)                       |                          | 1er août 2004                             | C – Inceste Avec Satsuki Mochida |
| There Is a Molester Woman Next to You 油断大敵 アナタの隣に痴女がいる                                     | 120 min                     | Next11, VNDS-492                              |                          | 4 août 2004                               | C (Anth.) Avec 3 autres artistes |
| Wives Exposed 人妻聖水露出                                                                                | VHS : 90 min DVD : 120 min  | Next11, VHS: RUBY-934 DVD: VNDS-494           | Osamu Saito              | 12 août 2004                              | C (Anth.) Avec Sumomo Haruno & Mao Kinoshita |
| Green Fantasy Special 21                                                                                  | 127 min                     | Green Fantasy, GFS21                          |                          | 15 août 2004                              | U With: Kumi Hirose |
| Yukata Promiscuous Beauty Vol. 1 美乳淫乱 ゆかた美人                                                      | 60 min                      | Yukata Buin YKT-01                            |                          | 17 août 2004                              | C (Comp.) - scènes tirées de Fetish Vol 1 (31 mars 2004) avec Kumi Hirose & Celebration Vol. 1 (13 septembre 2004)                                                                            |
| Hot Horny Shemales Fucking Crazy ハメ狂いニューハーフ                                                     | 120 min                     | Natural High, NHDT-091                        | Shino P                  | 19 août 2004                              | C – Transsexualisme Vedettes: Rina Yaguchi & Miki Aikawa |
| Woman Full Course 1 W痴女フルコース 桜田さくら&Aoi                                                        | 120 min                     | Obtain Future, ASD-001                        | Michel Kungfu            | 19 août 2004                              | C Avec Aoi |
| OL - Without Panties on the Bus OLノーパン痴漢バス                                                        | 90 min                      | Kasakura NOV-5175                             |                          | 20 août 2004                              | C (Anth.) Avec Megumi Natsume & Tihiro Asou |
| II Woman Violated! 2 いいオンナに犯されたい！２                                                           | 120 min                     | KMP, VHS: UMAV-017 DVD: RUMAD-017             | Hideto Aki               | 20 août 2004                              | C (Anth.) Avec Syouko Mikami & 6 autres artistes |
| Story of a Married Woman - Sakura 26 Years Old 人妻物語 No13                                              | 75 min                      | H. S., VHS: WA-13 DVD: WAD-013                |                          | VHS: 24 août 2004 DVD: 24 août 2005       | C |
| New Omorashi Patience Championship - The Last Story 新おもらし我慢大会 後編                               | 100 min                     | Giga, VHS: GRA-02 DVD: SRA-02                 | Schwalzhenn              | 10 septembre 2004                         | C – Sports d’eau (Anth.) Avec 4 autres artistes |
| Celebration Vol. 1 (Kiraku Vol. 1) 喜楽 Vol. 1                                                            | 120 min                     | Miyabi, MYD-01 (Taïwan)                       |                          | 13 septembre 2004                         | U (Anth.) Avec Tamayo Nakagawa Voir Yukata Promiscuous Beauty Vol. 1 (17 août 2004) & Green Fantasy Special Vol. 21 (15 août 2004)                                                            |
| Young Wife Slut 中出し若妻・生姦精液注入                                                                  | 60 min                      | Tokyo Hot, n0033                              |                          | 15 septembre 2004                         | U Diffusé sur Internet. Également publié sous le titre Sakura Sakurada Nude (PA-02) & Lewd Married Woman (JU-002) avec Yuri Osawa (Anth.)                                                     |
| Melancholy of Beauty Temporary Worker Special 美人派遣社員の憂鬱 SP                                       | 80 min                      | CineMagic NOIR CN-453 (VHS)                   | D J Nakano               | 17 septembre 2004                         | C - BDSM (Anth.) Avec Rika Ishikawa, Mia Nakazawa & Hikaru Shiina (Comp.) – La scène de Sakurada est extraite de la video Depression of a Beautiful Woman Temporary Employee 21 novembre 2003 |
| The Reverse Side Justice of Academic Lesson Outside Class of Shame 制服ジャック 裏合法学園 恥辱の課外授業 | 120 min                     | Digital Dream Smack Up, SMU-041               | Goshu Hiroshi            | 17 septembre 2004                         | C Avec 2 autres artistes Également diffuse sous le label VIP GOD-256 (VHS) / GODR-02 (DVD destiné à la location)                                                                              |
| Female Detective Nakadashi 女デカ強制痴女 中出し20連発                                                    | 120 min                     | IEnergy, IESP-078                             | Ya-Q Ken                 | 23 septembre 2004                         | C – Viol / Nakadashi |
| Stark Naked Nudist Marina 全裸ヌーディストマリーナ                                                        | 120 min                     | IEnergy, IE-150                               |                          | 23 septembre 2004                         | C – Nudité exclusivement. Pas de scène de sexe Avec 7 autres actrices |
| I Want to be Done by Big Breasted Older Sister! 巨乳お姉さんに犯されたい!                                 | 120 min                     | KMP, VHS: UMAV-020 DVD: RUMAD-020             | Kitorune Kawaguchi       | 24 septembre 2004                         | C (Anth.) Avec Chinatsu Nakano, Misaki Kawamura, Sara Ogawa, Erena Fujimori, Marina Asano & Aya Takizawa                                                                                      |
| Missing My Heart No. 2                                                                                    | 100 min                     | INGA, INGA-02                                 |                          | 30 septembre 2004                         | C Version censurée de Tokyo Love Story Vol. 1 (6 mars 2004) |
| Mrs Temptation 62 誘惑ミセス62                                                                            | 73 min                      | U&K, VHS: WF-62 DVD: WF-62D                   |                          | 30 septembre 2004                         | C |
| Sakura Sakurada Nude 裸婦 弐番                                                                            | 60 min                      | Tokyo Hot Monster Link PA-02                  |                          | 1er octobre 2004                          | U Identique à Young Wife Slut (15 septembre 2004) |
| Mother-Daughter Rice Bowl 母子どんぶり号泣乱交 桜田さくら･さつき                                          | 120 min                     | Marx, MAD-110 / SMA-035                       | Akira Shibahara          | 1er octobre 2004                          | C – Inceste Avec sa mère, Satsuki Sakurada |
| Sexual Intercourse by a Love Potion of Erotic Lesbian 2 これが噂の薬漬けレズバージョン 2                  | 150 min                     | Natural High, IAT-032                         | Itaka & Smithring Powder | 21 octobre 2004                           | C – Saphisme / Cravate de notaire /BDSM Avec Ami Nishimura, Ichiko, Chinatsu, Wakana & Yuu Itinose                                                                                            |
| Document Private Sex Vol. 2 - Sakura Sakurada 桜田さくらプライベートハメ撮りセックス 2                    | 94 min                      | U&K, PS-02D                                   |                          | 22 octobre 2004                           | C |
| Kintsuma 4 - Sexual Excitement in the Early Afternoon (Prohibited Wife 4) 禁妻 4 昼下がりの発情           | 120 min                     | Media Arts, ARZ-009                           |                          | 22 octobre 2004                           | C (Anth.) Avec Emiko Yoshino & Rumi Ikegami |
| Japanese Super Idols Vol. 33                                                                              | 110 min                     | JapanX, JPN1832                               |                          | 25 octobre 2004                           | U Cf Behind the Scenes Live Video Recording Sakura Sakurada - Behind the Scenes (28 décembre 2004) & Big Boobs (17 avril 2006)                                                                |
| The Intense Rape School of Reverse Side Molester 逆レイプ学園 裏痴女オトコ狩り                            | 100 min                     | APA, APDS-61                                  | Osyou Hiroshi            | 25 octobre 2004                           | C (Anth.) Avec Miko Himura & Momo Aizawa |
| Lesbian Awakening レズビアン覚醒                                                                          | 120 min                     | URA Paradise UPD-011 / PTV-011                |                          | 29 octobre 2004                           | C – Saphisme Avec 2 autres actrices |
| Incest Chapter (Close Family 3) 近親家族                                                                  | 120 min                     | Channel VUI KSK-03 (VHS)                      |                          | 1er novembre 2004                         | C (Anth.) Avec sa mère, Satsuki Sakurada |
| Burusera Bukkake Semen ブルセラぶっかけザーメン                                                           | 120 min                     | IEnergy, IE-155                               |                          | 4 novembre 2004                           | C- Bukkake (Anthol.) Avec Monburan, Yui Kayama, Mayura Hoshitsuki & Mai Haruna |
| Gold-X Vol. 3                                                                                             | 120 min                     | Gold-X DGX-3 (Taïwan)                         |                          | 10 novembre 2004                          | U Vedette: Ran Asakawa et avec Anri Mizuna |
| On the Street - Daring Sex on a Roller Platform (Movable Sex Truck) 台車移動式SEX ～現代版籠屋内結合      | 70 min                      | Hot Entertainment, VHS: KAI-31 DVD: HET-359   | Masaaki Kai              | 15 novembre 2004                          | C (Anth.) Avec Akira Shiratori & Yuki Mochida |
| Pretty Madams Extramarital Affair Wish (Desire of Infidelity) プチマダムの不倫願望                        | 120 min                     | Media Arts, VHS: BTV-031 DVD: ARZ-012         |                          | 19 novembre 2004                          | C (Anth.) Avec Maki Tomoda Réintroduit sur le marché sous le label Media Arts, GOOD-005 le 18 mai 2007                                                                                        |
| Lesbian 16 レ・ズ・ビアン16                                                                               | 113 min                     | U&K Queer, QU-16D                             |                          | 19 novembre 2004                          | C – Saphisme Avec Masami Hosokawa |
| The Woman Teacher Violence Report 7 女教師暴行白書 7                                                      | 120 min                     | VIP, VHS: GOD-269 DVD: GODR-011               |                          | 23 novembre 2004                          | C (Anth.) En compagnie de 3 autres actrices |
| M-1 GP Special Party M-1グランプリ                                                                        | 200 min                     | Waap Cobra, WSD-012                           | K*West                   | 3 décembre 2004                           | C Avec Riko Tachibana, Rei Asami, Aoi, Ryoko Sena, Mikan Tokonatsu, Syouko Mikami & Koyuki Morisaki                                                                                           |
| DX Semen Miracle ザーメンミラクルDX                                                                       | 120 min                     | Marx SMA-047                                  |                          | 8 décembre 2004                           | C Avec Shizuku Tsukino & Momo Mizutani |
| DX Snake Torture 蛇縛の拷問折檻DX                                                                         | 240 min                     | Attackers Best, VHS: ATK-064 DVD: ATKD-064    |                          | 8 décembre 2004                           | C – BDSM (Anth.) Avec 5 autres actrices (Comp.) – Les scènes de Sakurada sont extraites de Snake Bondage Punished Female Slaves 2 (8 juin 2004)                                               |
| Mrs Eros 桜田さくらのミセス♀エロス                                                                        | 90 min                      | Try-Heart, PSV-006                            | Yosuke Mizushiro         | 17 décembre 2004                          | C |
| Real Fuck リアル・ファック 桜田さくら                                                                     | 70 min                      | Miss EroBody, DRF-002                         |                          | 22 décembre 2004                          | C |
| Behind the Scenes Live Video Recording Sakura Sakurada - Behind the Scenes 裏撮り生映像 桜田さくら・裏    | 90 min                      | DUD-009                                       |                          | 28 décembre 2004                          | C – Cosplay Version censurée de quelques scènes tirées de Japanese Super Idols Vol 33 25 octobre 2004                                                                                         |
| FantaDream Tokyo Virtual 13                                                                               | 125 min                     | FantaDream, FDD-1713                          |                          | 30 décembre 2004                          | U |

### 2005
| Titre du film                                                                                       | Durée                                                                     | Label                                                                                  | Réalisateur              | Parution                                  | Notes |
| --------------------------------------------------------------------------------------------------- | ------------------------------------------------------------------------- | -------------------------------------------------------------------------------------- | ------------------------ | ----------------------------------------- | --- |
| The Challenge to the Limit of … 桜田さくらのアナルにぶっかけマ○コに中出しモデルNGプレイvs限界に挑戦 | 120 min                                                                   | IEnergy, IESP-091                                                                      | Ken Takeshi              | 6 janvier 2005                            | C |
| Female Humiliation Encyclopedia 女辱大全                                                            | 230 min                                                                   | Attackers Best ATK-066 (VHS) ATKD-066 (DVD)                                            |                          | 8 janvier 2005                            | C – BDSM (Anth.) Avec: Haruka Serizawa, Kirari Koizumi, Mao Misaki & Miyuki Hourai (Comp.) Compilation à partir de vidéos antérieures appartenant à Attackers                                                           |
| M-1 GP Solo Live Show 裏M-1グランプリ                                                               | 150 min                                                                   | Waap Cobra CBD-020                                                                     | K*West                   | 8 janvier 2005                            | C Avec Riko Tachibana, Rei Asami, Aoi, Ryoko Sena, Mikan Tokonatsu, Syouko Mikami & Koyuki Morisaki |
| Welcome Back Sakura                                                                                 | 155 min                                                                   | A6 Inc WBS-01                                                                          |                          | 17 janvier 2005                           | U |
| Woman Teacher in Black Sakura                                                                       | 100 min                                                                   | Oriental Dream XV-31                                                                   | Kaoru Adachi             | 18 janvier 2005                           | U – Dominatrice Avec Sana Nakajima Version non censurée (au prix de quelques coupes) dans la vidéo Urination Class \|17 avril 2004                                                                                      |
| Lesbian Rape Paradise レズレイプパラダイス ～女に犯された私～                                       |                                                                           | Paradise PTV-221                                                                       |                          | 20 janvier 2005                           | C – Saphisme Avec 1 autre actrice |
| Anarchy-X Vol. 32                                                                                   | 50 min                                                                    | Spirits AN-32                                                                          |                          | 24 janvier 2005                           | U Disponible sur Internet avec le titre Amazing Car Sex |
| Enema Area 16 エネマ痴帯 16                                                                         | 80 min                                                                    | CineMagic NOIR VHS : CN-463 DVD : DCN-005                                              | Tatsuo Mishima           | 28 janvier 2005                           | C – Scatologie (Anth.) Avec Yuki Saito, Kokomi, Airi Nakagawa & 2 others (Comp.) – La scène interprétée par Sakurada est tirée de la vidéo Depression of a Beautiful Woman Temporary Employee (21 novembre 2003)        |
| Team of Treacherous Office Ladies 集団痴女オフィス                                                  | 90 min (VHS & DVD destiné à la location) 120 min (DVD destiné à la vente) | KMP VHS: OKAV-004 DVD (location): ROKAD-004 DVD (vente): KMP Million MILD-258          | Osamu Saito              | 28 janvier 2005                           | C Avec Naomi Hirose, Yuria Misaki, Nanako Igawa & 4 autres actrices |
| Very Best Sakura Sakurada                                                                           | 200 min                                                                   | Goemon OX-03                                                                           |                          | 2 février 2005                            | 10 février 2004, NAMA Trip 5 \|15 juin 2004 & Try 1 \|5 mars 2004 |
| Sexual Intercourse by a Love Potion of Erotic Lesbian 3 これが噂の薬漬けレズバージョン 3            | 150 min                                                                   | Natural High, IAT-033                                                                  | Itaka & Smithring Powder | 4 février 2005                            | C – Saphisme / Cravate de notaire / BDSM Avec Ami Nishimura, Miwa, Akira, Riho Matsuoka & Mai Tsukisaki |
| Truly Beautiful Women - Lesbian Pornography 超美人レズポルノ                                        | 90 min                                                                    | Marx, SMA-063                                                                          |                          | 8 février 2005                            | C – Saphisme With: Shizuku Tsukino |
| Lascivious Mother-in-Law 義母の疼き ～その後                                                        | 120 min                                                                   | Madonna, JUKD-159                                                                      |                          | 15 février 2005                           | C Rôle principal: Emiko Koike |
| Emotion Vol. 10 - Shooting!                                                                         | 97 min                                                                    | AV Box Emotion ABE-010 (Taïwan)                                                        |                          | 17 février 2005                           | U Production 2004. Voir Magic Banana Vol 40 (10 septembre 2006). Également édité dans la vidéo Love Collection 85 |
| It Is Reverse Rape to a Girl's School Student! Vol. 1 集団女子校生痴女                              | 80 min                                                                    | Bazooka, VHS: BA-099 DVD: RMD-298                                                      | Dragon Nishikawa         | VHS: 17 février 2005 DVD: 10 octobre 2005 | C Avec Ami Nishimura, Mai Tsukisaki & quelques autres actrices |
| Rigorous Training (Shigoki) 3 シゴキ 3                                                              | 90 min                                                                    | Giga, VHS: GGI-03 DVD: SGI-03                                                          |                          | 25 février 2005                           | C |
| The Office Lady After Five (2Pac. Vol 8) 2Pac.～ツーパック～8                                       | 105 min                                                                   | 2Pac.DPC08                                                                             |                          | 28 février 2005                           | U (Anth.) Avec Rui (Comp.) – La scène interprétée par Sakurada est issue de Beautiful Big Breast Teacher (12 août 2003)                                                                                                 |
| Exhibit Wholly Sakurada Sakura 4時間ぜ～んぶ、桜田さくら!!                                          | 220 min                                                                   | Marx, SBB-001                                                                          |                          | 8 mars 2005                               | C (Comp.) – Scènes extraites de vidéos antérieures appartenant à Marx |
| Private Shot Vol. 1 Sakura                                                                          | 90 min                                                                    | Charge Planning PSXD-01                                                                |                          | 15 mars 2005                              | C |
| Star Box Vol. 52 - Coercive Lady Is Sakura Sakurada STAR BOX 桜田さくら                             | 100 min                                                                   | Waap SBD-052                                                                           |                          | 15 mars 2005                              | 8 janvier 2005 |
| Japan Gal's Life - Sex File Sakura (Special Sexy Girls) Vol. 2 そそる女２                           | 150 min                                                                   | Sosoruonna SSO02                                                                       |                          | 16 mars 2005                              | U (Comp.) compilation à partir de Beauty Queen 1 (21 avril 2004) & Mark II Vol 1 (15 avril 2004) |
| I Want to Do Sex as Such a Married Woman 奥さん気持ちイイコトしようよ！                             | 90 min                                                                    | Ideally Visions RIN-006 / INK-006                                                      |                          | 18 mars 2005                              | C |
| Fucking Girls                                                                                       | 120 min                                                                   | Four Dimension Stay STY-121 (VHS)                                                      | Don Kongu                | 21 mars 2005                              | C Avec d’autres actrices |
| Actress Complex Act 3                                                                               | 120 min                                                                   | ActPro CXD-03                                                                          |                          | 23 mars 2005                              | U (Anth.) With: Saki Amamiya, Yuki Sawamiya & Miku Aoi (Comp.) – la scène avec Sakurada est extraite de Lover Girl Vol 3 (29 octobre 2003)                                                                              |
| Lecherous Women Teasing Sex (Sex Hell for Men) 男殺油地獄 寸止め地獄責め 完全版                     | 90 min (VHS & DVD destiné à la location) 120 min (DVD destiné à la vente) | KMP, VHS: OKAV-008 DVD pour la location: ROKAD-008 KMP Million, DVD en vente: MILD-283 |                          | 25 mars 2005                              | C Avec Aoi & Naomi Hirose |
| Studio Milan - Sakura                                                                               | 180 min                                                                   | Oriental Dream, SM-01                                                                  |                          | 29 mars 2005                              | U – Cosplay (Anth.) Avec Ichigo Milk & Hikari Umino (Comp.) – la scène de Sakurada est tirée de Sakura Sakura (1er mai 2004)                                                                                            |
| Tokyo Geisha Girls                                                                                  | 90 min                                                                    | JapanX JXH2001                                                                         |                          | 1er avril 2005                            | U (Anth.) Avec Rei Kanzaki (Comp.) – le rôle de Sakurada est celui de la scène du dans Japanese Super Idols Vol 33 (25 octobre 2004)                                                                                    |
| Women Who Do Sports スポーツする女たち                                                              | 120 min                                                                   | Moodyz Best, MDED-385                                                                  |                          | 15 avril 2005                             | C Avec 17 autres actrices (Comp.) – la scène qu’interprète Sakurada est issue de sa vidéo intitulée Dosukoi (1er avril 2004)                                                                                            |
| Erotic Venus Vol. 9 エロティック ヴィーナス 9                                                       | 80 min                                                                    | Samurai-AV, YSM-019                                                                    |                          | 20 avril 2005                             | U Cf. Behind the Scenes Live Video Recording Sakura Sakurada 27 avril 2004. Également publiée dans une scène composant la vidéo Emission Vol. 43 (n.d.)                                                                 |
| The RQ Scandal 10                                                                                   | 50 min                                                                    | Tokyo Hot Groove-Beat Studios                                                          |                          | 23 avril 2005                             | U – Cosplay-RQ Également publié sous le titre Motto Tsuyudaku 13 [MOT-013] & Super High Class Hooker [JU-106] (n.d.) |
| Fever Five Vol. 1 美勇伝 1                                                                          | 110 min                                                                   | Heaven, FF-01                                                                          |                          | 29 avril 2005                             | U (Anth.) Avec 4 autres artistes (Comp.) – La scène de sAkurada est tirée de Mark II Vol 1 (15 avril 2004) |
| Fever Five Vol. 6 痴女伝 6                                                                          | 110 min                                                                   | Heaven, FF-06                                                                          |                          | 29 avril 2005                             | U (Anth.) En compagnie de 4 autres artistes (Comp.) – La scène que joue Sakura est extraite de Beauty Queen Vol 1 (21 avril 2004)                                                                                       |
| Wives Made to Snack つまみ喰いされた人妻たち                                                        | 110 min                                                                   | IEnergy, IE-170                                                                        |                          | 4 mai 2005                                | C (Anth.) Avec Runna Sakai, Saki Yamamoto, Momoka & Marie Fujisaki |
| The Interview File 06 いじめんせつ 06                                                               | 120 min                                                                   | Kitsune Video, KTN-004 (Taïwan)                                                        | Kihiro Kitano            | 10 mai 2005                               | U (Anth.) Minami Hoshikawa dans le rôle principal et avec Miku Hasegawa, Minami Aoyama, Mio Ohnishi, Moe Kitahara, Ririko Asahina & Takato Nagashima Version non censurée de la vidéo The Meanterview (26 mai 2004)     |
| Sex Party - Sakura Sakurada Behind the Camera 裏ビデオ女王                                          | 140 min                                                                   | Hard Core Maniax, HCMX-002                                                             |                          | 13 mai 2005                               | C Avec d’autres actrices |
| Fever Five Vol. 12 巨乳伝 12                                                                        | 110 min                                                                   | Heaven, FF-12                                                                          |                          | 13 mai 2005                               | U (Anth.) En compagnie de 4 autres actrices (Comp.) |
| FantaDream Tokyo Virtual 15                                                                         | 80 min                                                                    | FantaDream, FDD-1715                                                                   |                          | 20 mai 2005                               | U (Anth.) Avec Yui Kawai & Akira Watase Filmé en 2004 |
| Sakura Forever! Parts 1-3 さくらフォーエバー                                                        | 60 min                                                                    | Tokyo Hot, n0053, n0056, n0061                                                         |                          | 25 mai 2005                               | U – [Cosplay]-RQ Diffusé sur internet. Vidéo également parue sous les titres The RQ Scandal 17 (10 juillet 2005), Ecstasy 173 (12 août 2005) & AV Star Uncensored Cream Pie [JU-197] (n.d.)                             |
| AV Actress Interview 面接好きAV女優集団痴女に必要以上に営業かけられてみませんか？                   | 120 min                                                                   | Crossworld, DRA-009                                                                    | Dragon Nishikawa         | 24 juin 2005                              | C Vidéo également diffusée avec le même titre par [DigiMax, CZAV-007] (19 août 2006) Avec Ami Nishimura, Mai Tsukisaki & Kokoa Amai                                                                                     |
| Sakura Sakurada Table Can Not Video 桜田さくらの表に出せないビデオ                                  | 60 min                                                                    | H. S. Image, OVD-037                                                                   |                          | 6 juillet 2005                            | C |
| Lesbian Attack, Lesbian Counter-Attack レズ攻撃 レズ反撃!! 2                                        | 115 min                                                                   | IEnergy, BKSP-021                                                                      | Hamachi                  | 7 juillet 2005                            | C – Saphisme Avec Rei Himekawa |
| The RQ Scandal 17                                                                                   | 59 min                                                                    | Tokyo Hot Groove-Beat Studios                                                          |                          | 10 juillet 2005                           | U – Cosplay-RQ Identique à la vidéo Sakura Forever! (25 mai 2005) |
| Which is a Close Friend? Touch and Guess 6 どのコが親友！？マ○コ触って当ててみろ！ 6                | 120 min                                                                   | Natural High, ZZZ-106                                                                  | Emo Lee                  | 21 juillet 2005                           | C En compagnie de 7 autres artistes (4 paires) |
| Sacrifice Vagina 生贄マンコ                                                                         | 130 min                                                                   | Moodyz Legend, MDLD-440                                                                | Kenzo Nagira             | 1er août 2005                             | C Rôle principal: Runa Tominaga |
| W M 01 W痴女M男玉砕                                                                                 | 120 min                                                                   | Prestige Manhattan, MAN-001                                                            |                          | 2 août 2005                               | C – Dominatrice Avec Rei Himekawa |
| Ecstasy 173 - Sakura Sakurada Retirement Work エクスタシー 173 桜田さくら引退作品                   | 63 min                                                                    | Tokyo Hot Ecstasy-X 173                                                                |                          | 12 août 2005                              | U – Cosplay-RQ Identique à la vidéo Sakura Forever! (25 mai 2005) |
| Women Only Orgy Party - Endless Lesbian 女だけの乱交パーティー                                      | 144 min                                                                   | Dogma, DDT-127                                                                         | Tohjiro                  | 15 août 2005                              | C – Saphisme Avec Ami Nishimura, Ram Himemiya, Urara Haru, Rua Maino & Yun Mayuki |
| Vibrator Attack 電マ攻撃                                                                            | 115 min                                                                   | IEnergy, BKSP-024                                                                      |                          | 18 août 2005                              | C (Anth.) Avec Miyuki Shindo, Moe Kimishima, Hotaru Akane, Usagi Tsukioka, Marimo Asou, Maki Tomoda, Rei Himekawa & Yuka Fujisaki                                                                                       |
| Immoral Lesbian Undergarment Saleswoman 艶熟女社長愛憎接吻                                          | 120 min                                                                   | Audaz Isis, ISD-040                                                                    |                          | 2 septembre 2005                          | C – Saphisme Avec Ayano Murasaki, Maki Tomoda & Minoru Satoshi Matsuoka |
| Sky Angel 16 スカイエンジェル 16                                                                    | 90 min                                                                    | Sky High, SKY-040 (Corée du Sud)                                                       |                          | 3 septembre 2005                          | U Produit le 31 juillet 2005. Une partie a aussi été incorporée à la vidéo Sex Slave Secretary 奴隷秘書 [JU-038] (n.d.)                                                                                                 |
| The Real Rape / Hard Rape ハードレイプ リアルレイプ 桜田さくら                                      | 120 min                                                                   | Red Spider, DBG-003                                                                    |                          | 10 septembre 2005                         | C – Viol |
| Boin Rider 馬乗りアネゴ痴女                                                                         | 120 min                                                                   | Next11, VNDS-639                                                                       |                          | 20 septembre 2005                         | C Avec 6 autres artistes (Comp.) – la scène de Sakura est tirée de la vidéo There Is a Molester Woman Next to You (4 août 2004)                                                                                         |
| FantaDream Japanese Lotion Sex Vol. 1                                                               | 110 min                                                                   | FantaDream, FDD-2028                                                                   |                          | 20 septembre 2005                         | U (Anth.) Avec Rei Himekawa, Yui Kawai, Natsumi Saki & Ayumi Minato (Comp.) – La scène interprétée par Sakurada est extraite de FantaDream Tokyo Virtual 15 20 mai 2005                                                 |
| Akiba-Troops! Cutie Rangers! アキバ戦隊 萌えレンジャー                                              | 90 min                                                                    | Sky High Red Hot, RED-013 (Corée du Sud)                                               |                          | 21 septembre 2005                         | U – Cosplay Avec Ichigo Milk & Tsumiki Shindo Filmé le 31 juillet 2005 |
| University Lesbian Camp Seminar レズ大学合宿ゼミ                                                    | 120 min                                                                   | Alice Japan Erotica, NDV-0250                                                          | Dragon Nishikawa         | 23 septembre 2005                         | C – Saphisme Avec 9 autres artistes |
| Servant Lesbian Collection - Sakura & Marie 凌辱新約性書                                            | 90 min                                                                    | EVE, VHS: EVE-007 DVD: DEVE-007                                                        |                          | 1er octobre 2005                          | C – Saphisme Avec Marie |
| Pickup in Reverse 桜田さくらの素人逆ナンパ中出し                                                    | 120 min                                                                   | Hayabusa Agency, DVH-291                                                               |                          | 13 octobre 2005                           | C Avec Kaoruko Wakaba |
| Lustful Geisha Training 好色芸者調教絵巻                                                            | 120 min                                                                   | Next11, VHS: ER-179 DVD: J-Model, JML-178                                              | Togo Binsou              | 15 octobre 2005                           | C Avec Miyuki Shindo |
| The Fore Buttocks Daughter of the Best is Fertilized 2 中出し受精 桜田さくら                        | 120 min                                                                   | Evil Guns, VHS: EGV-002 DVD: EGD-002                                                   |                          | 20 octobre 2005                           | C – Nakadashi |
| Naka-das Shoot Inside                                                                               | 120 min                                                                   | Try-Heart Offside, RTO-108 / OSD-142                                                   | Zack Arai                | 28 octobre 2005                           | C - Nakadashi (Anth.) Avec Ami Nishimura, Ayumi Kubotsuka, Umi Miyahara, Aya Inazawa |
| Big City Tokyo Exposure 5 (Megalopolis Tokyo 5) 露出 大都会東京5 桜田さくらをぶっ壊せ!!             | 115 min                                                                   | IEnergy, BKSP-027                                                                      | Shinsuke Inoue           | 17 novembre 2005                          | C |
| Beautiful Woman Pleasure Hell スレスレ限界モザイク 快感地獄 美女でワキコキ                          | 115 min                                                                   | IEnergy BKSP-028                                                                       |                          | 17 novembre 2005                          | C (Anth.) With: 6 others |
| Ero Gal Sakura                                                                                      | 160 min                                                                   | Miyabi YOU DEG-01                                                                      |                          | 20 novembre 2005                          | C |
| It Can't Be Endured With a Private Teacher Special 2 家庭教師でガマンできない4時間Special 2         | 240 min                                                                   | S. B., SBND-049                                                                        |                          | 25 novembre 2005                          | C (Anth.) Avec d’autres actrices |
| FantaDream Tokyo Virtual 17                                                                         | 125 min                                                                   | FantaDream, FDD-1717                                                                   |                          | 28 novembre 2005                          | U (Anth.) Haruka Mizuki dans le rôle principal et avec Zyuri Wakatsuki, Rei Himekawa, Momo Himeno & Shoko Nakayama |
| FantaDream 3D                                                                                       | 96 min                                                                    | FantaDream, 3DX001                                                                     |                          | 30 novembre 2005                          | U – En relief sur un DVD-ROM avec des lunettes 3-D fournies! (Anth.) Avec Mio Komori & Reiko Yamaguchi (Comp.) – La scène interprétée par Sakurada est tirée de sa vidéo FantaDream Tokyo Virtual 13 (30 décembre 2004) |
| Saliva Fascination Intonation 4 よだれ艶曲 4                                                        | 120 min                                                                   | Alpha International Fechu, YDRD-04                                                     | Hidechan                 | 2 décembre 2005                           | C – Saphisme (Anth.) Avec Maki Tomoda, Miko Ai, Asuka Amami, Yuria Ishida & Akane Fujimoto |
| Dream Feature Stripper Girls ストリッパー                                                           | 180 min                                                                   | Soft On Demand, R-SDDM-727                                                             | Tohjiro                  | 4 décembre 2005                           | C Avec Nana Natsume, Kurumi Morishita & Ami Nishimura |
| Les Noir レズノアール 肉奴隷調教飼育                                                                | 100 min                                                                   | Attackers, ATID-068                                                                    | Yui Koike                | 7 décembre 2005                           | C – Saphisme / BDSM Avec Mayu Yamaguchi, Arisa Hatano & Moe Kimishima |
| Celebrity Soap 3 (Oiran Vol. 3) 高級セレブソープ VOL 3                                              | 120 min                                                                   | Tabu, OR-03                                                                            |                          | 18 décembre 2005                          | U |
| Sexy Style IV Sexy Style 4 ～淫らな女の本能～                                                       | 100 min                                                                   | Alpha International, O-Plan OPDD-11                                                    | Takuo Ohtani             | 22 décembre 2005                          | C (Anth.) Avec Akane Fujimoto & Miyo Fukushita |

### 2006
| Titre du film                                                                                                | Durée                                                                | Label                                                        | Réalisateur                                      | Parution          | Notes |
| --- | -------------------------------------------------------------------- | ------------------------------------------------------------ | ------------------------------------------------ | ----------------- | --- |
| During Working Hours at the Game Center (Hard Lesbian at Game Center) 営業中のゲーセンでハードレズ           | 100 min                                                              | Hot Entertainment, HET-519                                   | Masaaki Kai                                      | 20 janvier 2006   | C – Saphisme Avec Arisa Chiba & Miyu Naruse                                                                                      |
| Immoral Mature Woman - Sakura Sakurada 麗しき熟女の背徳 桜田さくら                                           | 70 min                                                               | Rafael, RFI-004                                              |                                                  | 25 janvier 2006   | C |
| Erotish 2 | 120 min                                                              | TISH, DER-2 / DW-54                                          |                                                  | 30 janvier 2006   | U (Comp.) - 5 scènes tirées de vidéos antérieures                                                                                |
| C-1 (Chijyo-One) Grand Prix 第1回 最強痴女決定戦 C-1グランプリ                                               | 150 min                                                              | Alpha International Colors, COLD-01                          | Takuo Ohtani                                     | 3 février 2006    | C Avec: 8 autres artistes |
| The Women Who Get Drunk Are Defenseless これが噂の痙攣酒漬け酔淫倶楽部レズヴァージョン                       | 120 min                                                              | Natural High, NHDT-271                                       | Maki Peyoung                                     | 4 février 2006    | C – Saphisme Avec Junko, Megumi, Risa, Yaya Matsushima & Nancy                                                                   |
| Sakura Sakurada at 23 若妻のイケナイ逢瀬 桜田さくら                                                          | 80 min                                                               | Miss Great White, FUFD-03                                    |                                                  | 10 février 2006   | C |
| Parade Vol. 8 - Love Arena ラブアリーナ 1                                                                    | 120 min                                                              | J-Spot PA-08                                                 |                                                  | 13 février 2006   | U (Comp.) Extraits des vidéos Erotic Venus Vol 9 (20 avril 2005) & Celebrity Soap 3 18 décembre 2005                             |
| It Challenges Man's Limit! ヌキヌキ大作戦ガチンコエロバトル！                                                | 120 min                                                              | Big Morkal, GOBR-021                                         |                                                  | 25 février 2006   | C (Anth.) Avec Mikan Tokonatsu & 2 autres artistes                                                                               |
| The Dog Game THE DOG GAME 監禁獣姦レイプ                                                                     | 120 min                                                              | Alpha International ManiaX, MAXD-004 Ackers, JG-043 (Taïwan) | Takuo Ohtani                                     | 17 mars 2006      | C – viol / zoophilie |
| The Outdoors Exposure Shame Act 6 野外露出恥行 6                                                             | 120 min                                                              | Dream Create, VHS: RC-006 DVD: DRC-006                       |                                                  | 17 mars 2006      | C |
| Perversion Practice Ai Ueto えっちのれんしゅう 上戸あい 完全版                                               | 90 min (DVD destiné à la locationl) 120 min (DVD destiné à la vente) | KMP Million Angel, RMIAD-053 (Location) MILD-396 (Vente)     | Osamu Saito                                      | 17 mars 2006      | C Actrice principale Ai Ueto. Sakurada n’a qu’un petit rôle de saphisme                                                          |
| Invincibility Molester 無敵の痴女！                                                                          | 120 min                                                              | Cross, CRPD-042                                              | Dragon Nishikawa                                 | 19 mars 2006      | C (Anth.) Avec Aoi, Mamoru Murakami, Himekawa Natsuke, Rei Riccou                                                                |
| Youth Movie 12 - First 7 Days of Mourning 平成青春動画 其の十二 絶倫義父 初七日の喪服新妻                    | 70 min                                                               | D.C. Holdings, XMDV-012                                      | Daisuke Yamauchi                                 | 20 mars 2006      | Érotisme Avec Manami Ogawa & 4 autres artistes Produit en 2005                                                                   |
| Welcome to Tekoki Clinic Vol. 2 手コキクリニックにようこそ！ 2                                               | 120 min                                                              | Try-Heart Off Side, RTO-110 / OSD-144                        | Toyozou                                          | 31 mars 2006      | C (Anth.) Avec 4 autres artistes                                                                                                 |
| Cyber Madness 2 電脳調教2                                                                                    | 120 min                                                              | Attackers, RBD-050                                           | Ryo Kurihara                                     | 7 avril 2006      | C – Saphisme / BDSM Actrice principale: Ai Sawaki                                                                                |
| Les Noir 2 レズノアール2 肉奴隷調教飼育                                                                      | 120 min                                                              | Attackers, ATID-080                                          | Yui Koike                                        | 7 avril 2006      | C – BDSM Avec Ruka Uehara, Hoshitsuki Mayura & Otohime Miyu                                                                      |
| Beautiful Company President - Jealousy, Love & Power 本格レズ美人社長 嫉妬と愛と権力と                       | 60 min                                                               | Tokyo Onko Aja, VHS; JC-106 DVD: TOD-70                      | Shinobu Okada                                    | 7 avril 2006      | C – Saphisme Avec Nancy & Miyu                                                                                                   |
| Big Boobs 巨乳 【乱舞する乳房】 桜田さくら                                                                   | 70 min                                                               | Labyrinth, CUPS-01                                           |                                                  | 17 avril 2006     | C (Comp.) – Version censurée de la même scène visible sur la vidéo Japanese Super Idols Vol 33 (25 octobre 2004)                 |
| Excitement Life Image - Back of Inn Jean 激（生）映像！裏・インジャン                                        | 120 min                                                              | Cross, CRPD-051                                              | Captain Ehara                                    | 19 avril 2006     | C (Anth.) Avec 5 autres artistes                                                                                                 |
| Cabaret Club Lesbian キャバ嬢レズ                                                                            | 120 min                                                              | APA, APD-51                                                  | Obugyo K K                                       | 25 avril 2006     | C – Saphisme Avec 4 autres artistes                                                                                              |
| Tokyo Night Girl 1 東京ナイトガール 1 東京ナイト・女の子達の実態                                             | 175 min                                                              | Karma, KRMV-133                                              |                                                  | 13 mai 2006       | C (Anth.) Avec 4 autres artistes                                                                                                 |
| The Women Who Get Drunk Are Defenseless 2 これが噂の痙攣酒漬け 酔淫倶楽部 レズバージョン 2                   | 120 min                                                              | Natural High, NHDT-316                                       | Maki Peyoung                                     | 18 mai 2006       | C – Saphisme Avec Nancy, Yaya Matsushima entre autres                                                                            |
| Digimo Lesbian Game 2 灼熱デジモ２ レズビアン ラブ＆ゲーム                                                   | 120 min                                                              | Cross, CRPD-052                                              | Innjean Koga                                     | 19 mai 2006       | C – Saphisme Avec Anna Kaneshiro & Ryo Tsujimoto                                                                                 |
| 3 Days Recording Training Camp with AV Actress Rock Band AV女優ロックバンドとイク！！レコーディング合宿3日間 | 120 min                                                              | Cross, CRPD-055                                              | Matsushima Cross                                 | 19 mai 2006       | C Avec Yuri Shiroyama, Minami Kitahara & Rui Ohtsubu                                                                             |
| Uncle's Fingers Are Going Inside of Me 7 こともあろうに叔父ちゃんの指が私の中へ 7                            | 90 min                                                               | Tokyo Onko, VHS: TR-177 DVD: TOD-81                          | Shinobu Okada                                    | 9 juin 2006       | C |
| Your My Obediently Pet to Deal With Desire 僕のペット 如月カレン                                             | 140 min                                                              | Realworks, Real-160                                          |                                                  | 16 juin 2006      | C Rôle principal tenu par Karen Kisaragi Sakurada un petit rôle de droguée                                                       |
| My Wife Turn Out Slut After Marriage 結婚したら妻が痴女                                                      | 110 min                                                              | Cross, CRPD-065                                              | Innjean Koga                                     | 19 juin 2006      | C Avec Sakai Chinami, Madoka Kikuhara & Sakura Miyasato                                                                          |
| Sakura Sakurada in Full Bloom 980 桜田さくら/サクラが満開エロカワ御開帳980                                   | 120 min                                                              | Rodeo Drive, RDO-1012                                        |                                                  | 30 juin 2006      | C (Comp.) – Version censurée de scènes tirées des vidéos Erotic Venus Vol 9 (20 avril 2005) & Lover Girl Vol 3 (20 octobre 2003) |
| Mai Randa's Punishing Rope Bondage 7 乱田舞の責め縄緊縛図 七                                                 | 72 min                                                               | Mad Dragon, VHS: RSK-007 DVD: DRSK-007                       | Mai Randa                                        | 6 juillet 2006    | C – BDSM |
| Paradise - Married Women Who Wear Sexy Glasses メガネ人妻PARADISE                                            | 120 min                                                              | Cross, CRPD-086                                              | Pinky Osanai                                     | 19 juillet 2006   | C (Anth.) En compagnie de 10 autres artistes                                                                                     |
| Subtropical Slaves - Lesbian Discipline 亜熱帯奴隷 レズ調教パラダイス                                        | 130 min                                                              | Attackers, ATID-091                                          | Yui Koike                                        | 7 août 2006       | C – Saphisme / BDSM Avec Ruka Uehara, Misaki Asou & Kaede Kyoumoto                                                               |
| Magic Mirror Couple Limited Issue with Sakura Sakurada カップル限定マジックミラー号with桜田さくら            | 120 min                                                              | Deep's, DVIFT-022                                            | Segar                                            | 14 août 2006      | C En compagnie d’autres artistes                                                                                                 |
| Sexual Lesbian Vol. 6 レズ☆メス 6                                                                            | 80 min                                                               | Kirindou L's Club, VHS: VLSC-006 DVD: DLSC-006               |                                                  | 25 août 2006      | C – Saphisme Avec Housyou Ruri & Ruka Miyoshi                                                                                    |
| The Slave Island Episode 5 奴隷島 第五章 哀辱は亡き父と共に                                                  | 140 min                                                              | Attackers, RBD-060                                           | Kenzo Nagira                                     | 7 septembre 2006  | C Avec Yuka Haneda & Nana Nanami dans les rôles principaux et Maya                                                               |
| Nymphomaniac Sakura No. 1 滴る淫らな雫 さくら                                                                | 112 min                                                              | Kageru, SIZU-01                                              |                                                  | 8 septembre 2006  | C |
| Magic Banana Vol. 40                                                                                         | 120 min                                                              | Magic Banana MB-040                                          |                                                  | 10 septembre 2006 | U (Anth.) Avec Sayaka Fujina (Comp.) – Ses scènes sont tirées de Emotion Vol 10 -Shooting! (17 février 2005)                     |
| Tall M Woman with Big Tits & Short S Woman with Big Tits (High Body) 高身長巨乳M女&低身長巨乳S女             | 120 min                                                              | Cross, CRPD-111                                              | Takinogawa Shinnosuke                            | 19 septembre 2006 | C – Saphisme / BDSM petit rôle, Actrices principales: Hotaru Akane & Azusa Ayano                                                 |
| Deep Kiss Lesbian ディープキスレズビアン                                                                     | 120 min                                                              | Alpha International Fechizumu, FETD-27                       |                                                  | 20 septembre 2006 | C – Saphisme (Anth.) Avec: Shinobu Ebihara, Maki Tomoda & others                                                                 |
| FantaDream Super Idol 58                                                                                     | 116 min                                                              | FantaDream, FDD-1258                                         |                                                  | 29 septembre 2006 | U Filmé le 18 septembre 2004 |
| Les Noir 3 Les-noir3 肉奴隷調教飼育                                                                          | 120 min                                                              | Attackers, ATID-096                                          | Yui Koike                                        | 7 octobre 2006    | C – Saphisme / BDSM Avec Misaki Asou, Miki Karasawa & Mai Kaoru                                                                  |
| Bind, Tame, Realize - The World of Mai Randa 9 緊縛調教リアライズ 9                                          | 90 min                                                               | Hardness, VHS: HAR-009 DVD: DHAR-009                         | Mai Randa                                        | 10 octobre 2006   | C – BDSM |
| Sakura Sakurada & Maki Tomoda & Aki Tomosaki Live Performance 桜田さくら＆友田真希＆友崎亜希が生出演         | 115 min                                                              | Paradise, TV PARAT-544                                       |                                                  | 14 octobre 2006   | C – Saphisme Avec Maki Tomoda & Aki Tomosaki                                                                                     |
| Heroine's Two Way Cosplay Sex 憧れのヒロイン達におちんちんがはえてふたなりセックス                           | 120 min                                                              | Cross, CRPD-119                                              | Takinogawa Shinnosuke                            | 19 octobre 2006   | C – Saphisme / Cosplay Avec Rino Akiba dans le rôle principal et Shizuku Tsukino, Rei Himekawa                                   |
| Haruna Woman Director of Amateur Lesbian Massage 10 女監督ハルナの素人レズナンパ10                           | 180 min                                                              | Peters, PTS-036                                              |                                                  | 20 octobre 2006   | C – Saphisme En compagnie d’autres artistes                                                                                      |
| Beautiful Young Wives Who Love Only You 2 アナタだけの若奥様 2                                               | 120 min                                                              | Try-Heart SexiA, SXBD-007                                    |                                                  | 1er novembre 2006 | C (Anth.) Avec Izumi Shiina |
| Sweet Honey Sister's Brother-in-Law 甘い蜜の家 ～義兄妹の系譜～                                              | 90 min                                                               | Kirindou Hide & Seek, VHS: HIDV-008 DVD: HIDD-008            |                                                  | 11 novembre 2006  | C – Inceste Avec Housyou Ruri & Ruka Miyoshi                                                                                     |
| Sakura's Squirt Tunnel Adventures!                                                                           | 110 min                                                              | Oriental Dream XV-42                                         | Temple Suwa                                      | 14 novembre 2006  | U – Nakadashi Version non censurée (et plus courte) de Spew Inside (20 mai 2004). Sous titres en anglais                         |
| Shame Lesbian Training Vol. 2 陵辱レズ調教 2                                                                 | 120 min                                                              | Maxing Super Dragon, SGSD-002                                | Ryuichi Saito                                    | 16 novembre 2006  | C Avec Haruka |
| "Cream Pie" Served in this Company 庶務二課OL 中出し接待                                                     | 100 min                                                              | Madonna, JUKD-511                                            |                                                  | 25 novembre 2006  | C Ryoko Izawa tient le rôle principal, Sakurada se contente d’un petit rôle                                                      |
| Little Paipan Girls @ Spartan Education ちびっ子スパルタ体罰教室                                             | 150 min                                                              | Cross, CRPD-132                                              | Dragon Nishikawa                                 | 19 décembre 2006  | C – Saphisme Avec Shizuku Tsukino, Ramu Kawai, Yu Makise, Miho Ogura, Ayu Yuuki, Riro Hanaki, Nene Mukai & Juri Yoshizawa        |
| Molestation Syndrome 痴漢シンドローム 感じすぎるカラダ                                                       | 74 min                                                               | TMC Midnight, DMNR-071                                       | Matsuru Natsukawa, Tomoya Kanda & Yoshio Akiyama | 22 décembre 2006  | Érotisme (Anth.) Avec Kaoruko Wakaba & Yuka Ebina                                                                                |
| Shall We - Abnormal Dancing School 奥様の変態ダンス教室                                                      | 90 min                                                               | TM-Create Papaya, PAR-0602 / PAS-002                         | Captain Ehara                                    | 25 décembre 2006  | C Avec Shizuku Tsukino & 3 autres actrices                                                                                       |

### 2007
| Titre du film                                                                                                  | Durée   | Label                                            | Réalisateur       | Parution          | Notes |
| --- | ------- | ------------------------------------------------ | ----------------- | ----------------- | --- |
| Only Women's Sadistic Heaven 女だけのサディスティック天国                                                      | 90 min  | Cross, CRPD-138                                  | Dragon Nishikawa  | 19 janvier 2007   | C – Saphisme / BDSM En compagnie de 5 autres artistes |
| The Real Document of Sales Woman Sex Business 本当にあった生保レディーの訪悶犯売                               | 90 min  | TM-Create Papaya, PAR-0701 / PAS-003             | Captain Ehara     | 25 janvier 2007   | C (Anth.) En compagnie de 6 autres artistes |
| Private Sex 極上娘プライベートセックス                                                                         | 120 min | Judge, SJDV-008 / JUDG-008                       | Zack Arai         | 30 janvier 2007   | C (Anth.) En compagnie de 4 autres actrices |
| Les Noir 4 Les-noir4 肉奴隷調教飼育                                                                            | 100 min | Attackers, ATID-110                              | Yui Koike         | 7 février 2007    | C – Saphisme / BDSM Avec Kaya Yonekura, Ayumi Hasegawa & Ami Nishimura                                                                                               |
| Hardcore Lesbian HARDCORE LESBIAN 桜田さくら＆水無潤                                                           | 71 min  | Dream Create Rose, VHS: DX RSD-028 DVD: DRSD-028 |                   | 8 février 2007    | C – Saphisme Avec Jun Mizunashi |
| Les Noir 5 Les-noir5 肉奴隷調教飼育                                                                            | 120 min | Attackers, ATID-114                              | Yui Koike         | 7 mars 2007       | C – Saphisme / BDSM Avec Riko Sakura, Hotaru Akane & Azusa Nagase |
| Employee Travel in Guam ヌキヌキ社員旅行 IN グアム                                                             | 120 min | VIP, INJ-008                                     | Injan Gundan      | 9 mars 2007       | C Avec Emiri Sena, Yuuki Kamiyama, Vanilla & Anna Kaneshiro |
| Super Black Judge 撮影現場で突然台本にないセックスを要求したらモデルはやらせてくれるのか？                     | 120 min | VIP, INJ-009                                     |                   | 24 mars 2007      | C (Anth.) En compagnie de 6 autres artistes |
| Playful "Minisuka Police" Lesbian 熟マゾレズビアン 元6代目ミニ○カポリス                                        | 120 min | Cross, CRPD-156                                  | Tiger Sakai       | 19 avril 2007     | C – Saphisme Actrice principale Mei Kagura accompagnée par d’autres artistes                                                                                         |
| Superb Body x4 極上ボディー。極上レディー。極上FUCK。×4                                                        | 120 min | Cross, CRPD-160                                  | Captain Ehara     | 19 avril 2007     | C (Anth.) Avec Anna Kaneshiro, Hotaru Akane & Rico |
| Kinugawa Spa College Students 鬼怒川で見つけた女子大生の皆さ〜ん！                                             | 130 min | Soft On Demand LadyxLady, Lady-015               | Umeko Amazaki     | 19 avril 2007     | C – Saphisme Accompagnée par 7 autres artistes |
| Reserve Troop Girls (Erotic Dancing Teacher to Entertainer Wannabees) 芸能人予備軍の女子○学生の皆さ〜ん！      | 130 min | Soft On Demand LadyxLady, Lady-017               | Yuki Nakata       | 19 avril 2007     | C – Saphisme. Rôles principaux Ren Hitomi & autres. Sakurada n’a qu’un rôle secondaire dans cette vidéo                                                              |
| FantaDream Yukata Angel Vol. 2                                                                                 | 109 min | FantaDream, FDD-2047                             |                   | 27 avril 2007     | U (Anth.) Avec Mayumi Endo & Momona Saku (Comp.) La scène qu’interprète Sakurada est tirée de FantaDream SuperIdol 58 29 septembre 2006                              |
| Anal Splash Thick Lesbian United! 肛門潮吹き極太合体レズビアン                                                 | 120 min | Cross, OPEN-0755 / CRPD-209                      | Captain Ehara     | 1er juin 2007     | C – Saphisme Avec Chihiro Hara & Hotaru Akane |
| Best of Les Noir 肉奴隷調教飼育 レズノアールBEST 4                                                             | 80 min  | Attackers Best, ATKD-103                         | Yui Koike         | 7 juillet 2007    | C – Saphisme / BDSM Accompagnée par 17 autres artistes (Comp.) – scènes issues de Les Noir 1 à 5                                                                     |
| Madame masochiste, les filles sadiques 母は刺青美熟女マゾヒスト、娘二人は性的サディスト                        | 120 min | Cross, CRPD-178                                  | Dragon Nishikawa  | 19 juillet 2007   | C – Saphisme / BDSM Avec Kaoru Kisaragi & Hotaru Akane |
| Sweet Memories Syuri Ebihara Sweet Memories 蛯原朱里                                                           | 100 min | HIBINO HAVD-338                                  | Saburouta Honmoku | 19 juillet 2007   | C Syuri Ebihara dans le rôle principal Sakura interprète la seule scène de saphisme                                                                                  |
| Reverse Flow - Sakura Sakurada 裏流出 桜田さくら                                                               | 90 min  | Star Rubbish, URYU-02                            |                   | 6 août 2007       | C (Comp.) – Version censurée de scènes issues de Celebrity Soap 3 (18 décembre 2005) pour la plupart et de quelques autres vidéos                                    |
| Revenge and Grudge Scenario revenge＆grudge 怨讐のシナリオ                                                     | 170 min | Attackers Shark, SSPD-039                        | Yui Koike         | 7 août 2007       | C Rôles principaux: Runa Mikami & Yuki Touma |
| Cyber Madness Best 電脳調教BEST                                                                                | 240 min | Attackers Best, ATKD-105                         | Ryo Kurihara      | 6 août 2007       | C – Saphisme / BDSM With: 6 others NOTE: (Comp.) – scènes tirées de Cyber Madness 1-4. Sakurada ne jouait que dans Cyber Madness 2 (17 avril 2006)                   |
| Shame Lesbian Training 陵辱レズ調教                                                                            | 180 min | Maxing Stargate SGSP S002                        | Ryuichi Saito     | 16 août 2007      | C Avec Haruka & others (Comp.) – scènes extraites des vidéos Shame Lesbian Training Vol. 1-3. Sakura n’apparaît que dans Shame Lesbian Training 2 (16 novembre 2006) |
| Big Baby and Little Mommy ビッグベビーとリトルマミー母乳で育てる二人三脚どすけべ人生ミルキーロード             | 117 min | Cross, CRPD-180                                  | Dragon Nishikawa  | 19 août 2007      | C – Saphisme / Lactation Chiihiro Hara & Tsukasa Maehara dans les rôles principaux                                                                                   |
| The Real Document of Sales Woman Sex Business 4 本当にあった生保レディーの訪悶犯売 4                           | 90 min  | TM-Create Papaya, PAR-0710 / PAS-012             | Captain Ehara     | 25 août 2007      | C (Anth.) En compagnie de 4 actrices |
| Sparta & Lesbian Females - Detention Home スパルタレズビアン女子少年院                                         | 110 min | Cross, CRPD-190                                  | Matsushima Cross  | 19 septembre 2007 | C – Saphisme / BDSM Avec 6 autres artistes |
| Sadi-Scream Vol. 4 サディスクリーム Vol.04                                                                     | 75 min  | Giga Zeus, JSSD-04                               |                   | 28 septembre 2007 | C - Horreur / BDSM |
| Pornographic Relatives Special Edition 3 親戚がエロくてガマンできない3時間スペシャル 3                         | 180 min | S. B., SBND-101                                  |                   | 25 octobre 2007]  | C (Anth.) Avec Maki Tomoda (Comp.) – scènes tirées de la vidéo Uncle's Fingers Are Going Inside of Me 7 (9 juin 2006)                                                |
| Chijyo Sikou Midara 痴女嗜好-みだら-                                                                           | 100 min | Arrius Emuos, EMUO-01                            |                   | 31 octobre 2007   | C Avec Maki Tomoda |
| Enslaved Black Doll 愛玩変態黒人ペット調教サドマゾ新世界                                                       | 120 min | Cross, CRPD-201                                  | Tomoyasu Takei    | 19 novembre 2007  | C – Dominatrice |
| Girl From Northern Country 北の国からやってきた素敵な女の子 つじもとりょう                                     | 120 min | Akebono Premium, AKPR-004                        |                   | 24 novembre 2007  | C Ryo Tsujimoto dans le rôle principal Sakura interprète seulement un l’unique scène de Saphisme du film                                                             |
| Inran Cosplay Chijyo Vol. 5 with Jun & Sakura 淫乱コスプレ痴女 Vol.5 潤＆さくら                                | 60 min  | Kirindou, DINC-005                               |                   | 18 décembre 2007  | C Avec Jun Mizunashi |
| The Real Document of Sales Woman Sex Business - Contract Technique 本当にあった生保レディーの訪悶犯売 秘契約術 | 120 min | TM-Create Papaya, PAR-0715 / PAS-017             |                   | 25 décembre 2007  | C (Anth.) entourée de 10 autres artistes (Comp.) – Les scènes qu’interprète Sakura sont extraites de The Real Document of Sales Woman Sex Business (25 janvier 2007) |

### 2008
| Titre du film                                                                                                   | Durée   | Label                                | Réalisateur      | Parution        | Notes |
| --- | ------- | ------------------------------------ | ---------------- | --------------- | --- |
| Private Girl's School of Anal Spanking 私立スパルタ体罰女学園                                                   | 120 min | Cross, CRPD-214                      | Tomoyasu Takei   | 19 janvier 2008 | C – Saphisme / BDSM Avec 5 autres artistes |
| Intelligence Girl's Temptation Life ガリ勉美少女めがねっこの誘惑だらけの淫らな生活                              | 120 min | Cross, CRPD-219                      | Dragon Nishikawa | 19 février 2008 | C – Saphisme Avec Maki Tomoda & Nagase Aki |
| The Real Document of Sales Woman Sex Business - Contract Technique 2 本当にあった生保レディーの訪悶犯売 契約術2 | 100 min | TM-Create Papaya, PAR-0804 / PAS-021 |                  | 25 février 2008 | C (Anth.) Avec 9 autres artistes (Comp.) – La scène qu’elle interprète est de la vidéo The Real Document of Sales Woman Sex Business 4 (25 août 2007)                                                |
| The Maniac Lesbians' Filming Party 女同士のマニアックハメ撮りガールズハント同性愛                               | 230 min | Cross, CRPD-227                      | Sakura Sakurada  | 19 mars 2008    | C – Saphisme En compagnie de 4 autres artistes |
| Sakura Sakurada Beautiful Slave Wife 陵辱・美人妻奴隷 桜田さくら                                                | 80 min  | Kan Kan Club Pinky Pistols, PILH-07  |                  | 19 mars 2008    | C |
| Two Hot Lesbians in Double Loving Hot Spa Outing Extravaganza 淫乱エロレズ喰い込み温泉LOVE×2デート              | 120 min | Cross, CRPD-235                      | Tomoyasu Takei   | 19 mai 2008     | C – Saphisme Avec Yumi Kazama |
| Power Harassment Lesbian 制服職場で気弱なGカップ後輩をパワーハラスメント同性愛                                  | 120 min | Cross, CRPD-237                      | Dragon Nishikawa | 19 mai 2008     | C – Saphisme Avec Ai Kaduki |
| Lust Hell - Hard Lesbian 肉欲ドロヌマ地獄 ハードレズビアン                                                      | 82 min  | Nagae-Style, SBNR-073 / SBNS-073     | Takami Nagae     | 25 mai 2008     | C – Saphisme Avec Haruka Ogoshi & Nana Takeshita |
| Heroine Cruel Story Vol. 7 ヒロイン残酷物語 Vol.07                                                              | 71 min  | Giga Zeus, JHZD-07                   |                  | 13 juin 2008    | C – Saphisme / Cosplay / Torture Starring: Maho Sawai |
| Big Bust New Faces Lesbian Interview 巨乳新人アポ無し合体レズビアン即ハメ面接                                   | 200 min | Cross, CRPD-257                      | Sakura Sakurada  | 19 août 2008    | C – Saphisme Avec Ai Miyazaki, Miwa Nishiki, Mirai Hata, Yukie Fubuki & Aoi Nagase. Sakurada s’entretient successivement avec chaque actrice au cours de 5 scènes indépendantes les unes des autres. |

NOTE: Outre les vidéos citées ci-dessus, Sakurada a tourné dans des rôles mineurs dépourvus de scène de sexe diffusés sous la marque Giga Zeus. Tous sont censurés et n’excèdent pas 60 à 85 minutes.
| Titre                                                        | N° d’identification | Rôle principal                 | Parution         |
| ------------------------------------------------------------ | ------------------- | ------------------------------ | ---------------- |
| New Omorashi Story Vol. 3 新・おもらし物語 Vol.03            | JMRD-03             | Fuuka Nanasaki                 | 23 novembre 2007 |
| New Unko-Omorashi Vol. 4 新・うんこおもらし Vol.04           | àJZBD-04            | Ami Kawashima & Anri Hiramatsu | 23 novembre 2007 |
| New Omorashi Story Vol. 4 新・おもらし物語 Vol.04            | JMRD-04             | itsuna Sahara                  | 21 décembre 2007 |
| Heroine Cruel Story Vol. 3 ヒロイン残酷物語 Vol.03           | JHZD-03             | Aika Miyazaki                  | 8 février 2008   |
| Heroine Excretion Hell Vol. 7 ヒロイン排泄地獄 Vol.07        | JHHD-07             | Saki Ogasawara                 | 22 février 2008  |
| Heroine Cruel Story Vol. 4 ヒロイン残酷物語 Vol.04           | JHZD-04             | Aya Natsuki                    | 11 mars 2008     |
| Heroine Excretion Hell Vol. 8 ヒロイン排泄地獄 Vol.08        | JHHD-08             | Ako Shiina                     | 14 mars 2008     |
| Heroine Excretion Hell Vol. 9 ヒロイン排泄地獄 Vol.09        | JHHD-09             | Shiho                          | 11 avril 2008    |
| New Omorashi Story Vol. 8 新・おもらし物語 Vol.08            | JMRD-08             | Ayaka Shirai                   | 25 avril 2008    |
| Heroine Excretion Hell Vol. 11 ヒロイン排泄地獄 Vol.11       | JHHD-11             | Sakura Aragaki                 | 9 mai 2008       |
| New Unko-Omorashi Vol. 9 新・うんこおもらし Vol.09           | JZBD-09             | Marin Izumi & Rumi Asakawa     | 9 mai 2008       |
| New Unko-Omorashi Vol. 10 新・うんこおもらし Vol.10          | JZBD-10             | Shizuku & Sayaka Minami        | 27 juin 2008     |
| Heroine Excretion Hell Vol. 12 ヒロイン排泄地獄 Vol.12       | JHHD-12             | Nana Takeshita                 | 25 juillet 2008  |
| Heroine Cruel Story Vol. 9 ヒロイン残酷物語 Vol.09           | JHZD-09             | Yuzuna Asano                   | 8 août 2008      |
| Cabin Attendant Excretion Hell キャピンアテンダント 排泄地獄 | JDSD-04             | Biki Nakahara                  | 22 août 2008     |

### V-Cinema
| Titre du film                                                    | Durée  | Label                  | Réalisateur       | Parution         | Notes                                                                          |
| ---------------------------------------------------------------- | ------ | ---------------------- | ----------------- | ---------------- | ------------------------------------------------------------------------------ |
| My Sister's Secret 妹の秘密                                      | 73 min | NeoLips, NEOD-029      | Naoyuki Tomomatsu | 6 septembre 2006 | Avec Maho Sawai                                                                |
| Fall Victim to Hungry Spy Photo Buff 盗撮マニア 飢えた愛欲の餌食 | 60 min | Comma Vision, CHRD-006 | Teruo Ozawa       | 25 janvier 2007  | Avec Jun Katori, Wataru Narita, Masato Huziki & Azuma Yamamoto Produit en 2005 |

### Films érotiques
| Titre du film               | Producteur | Réalisateur       | Parution       |
| 近所の人妻 熟れた白昼不倫   | OP         | Taro Araki        | Juin 2007      |
| ザ・スワップ 新妻絶淫調教   | Toho New   | Naoyuki Tomomatsu | Juillet 2007   |
| キャバクラ嬢 しぼり出す指先 | OP         | Taro Araki        | Septembre 2007 |
| 不倫航海 人妻みだら貝       | OP         | Taro Araki        | Décembre 2007  |

## Albums photos
DIGITAL BOOKS en Keyring PDF format (un format propriétaire de Digital Rights Management), 32 pages. Publié sur Internet par Graphis Press.
- 初脱ぎ娘！松井さくら Vol.1 (First Time Stripping Girl! Sakura Matsui Vol. 1) - 27 mai 2004
- 初脱ぎ娘！松井さくら Vol.2 (First Time Stripping Girl! Sakura Matsui Vol. 2) - 31 août 2004
- 初脱ぎ娘！松井さくら Vol.3 (First Time Stripping Girl! Sakura Matsui Vol. 3) - 11 octobre 2004
- 初脱ぎ娘！松井さくら Vol.4 (First Time Stripping Girl! Sakura Matsui Vol. 4) - 16 novembre 2004
- 初脱ぎ娘！松井さくら Vol.5 (First Time Stripping Girl! Sakura Matsui Vol. 5) - 30 novembre 2004